# La gran odalisca
La gran odalisca es un cuadro de Dominique Ingres. Obra orientalista pintada en 1814 representa a una mujer desnuda. Se trata de un cuadro al óleo de forma apaisada, que mide 91 centímetros de alto y 162 de ancho. Actualmente se conserva en el Museo del Louvre de París, en Francia.
Este cuadro se expuso en el Salón de París de 1819. Había sido encargado por Carolina, hermana de Napoleón y reina de Nápoles, como un pendant; esto es, cuadro que forma pareja con otro, en este caso, otro desnudo en posición frontal, ahora dado por perdido (La Durmiente de Nápoles). 
La palabra odalisca, del turco odalik, designa a una mujer del harén. Está recostada voluptuosamente en un diván, con una pose que recuerda a Madame Récamier, de Jacques-Louis David, de la que Ingres pintó los accesorios. Se retrata a la mujer vuelta de espaldas, pero girando la cabeza hacia el espectador.
Aparecen en la obra accesorios que le dan su toque oriental: el abanico, el turbante y la pipa. Con gran precisión refleja la textura de las telas.
Los críticos de la época resaltaron ciertos defectos, como el ser particularmente larga. En efecto, esta odalisca está dotada de tres vértebras suplementarias. El pintor es enteramente consciente de ello. Sacrifica la verosimilitud por el efecto y combina cinco modelos diferentes. Ingres desea pintar una belleza individualizada. Ha retomado aquí el estilo serpentino y el irreal alargamiento de los miembros propio del manierismo. El cuerpo del personaje semeja trazar un arabesco, una postura imposible pero que añade sofisticación al personaje.
Debe señalarse que Ingres visitó Florencia y ya había descubierto las pinturas italianas. Se ve notablemente la influencia de Rafael en las curvas de esta obra y en la dulzura del rostro.
En cuanto al cromatismo, los críticos acusaron a Ingres de usar una gama cromática leve y monótona. No obstante, esa era una decisión consciente del pintor, que consigue un gran preciosismo a través del uso del azul en las cortinas, combinado con el rojo, el blanco y el dorado.